# (7153) Vladzakharov
(7153) Vladzakharov est un astéroïde de la ceinture principale.

## Description
(7153) Vladzakharov est un astéroïde de la ceinture principale. Il fut découvert le 2 décembre 1975 à Naoutchnyï par Tamara Smirnova. Il présente une orbite caractérisée par un demi-grand axe de 2,35 UA, une excentricité de 0,13 et une inclinaison de 2,9° par rapport à l'écliptique.

## Compléments